# Zraszacz

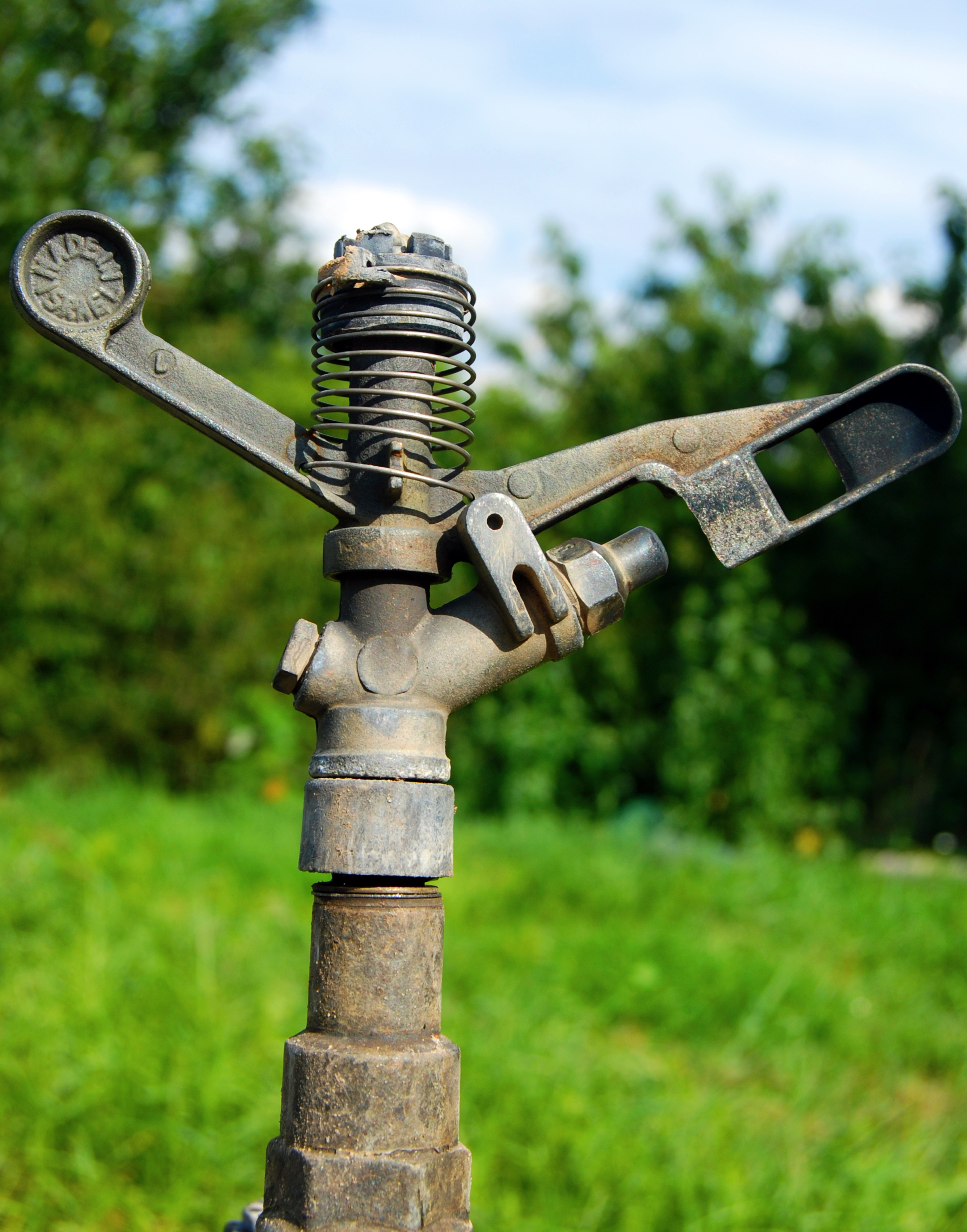
Zraszacz.

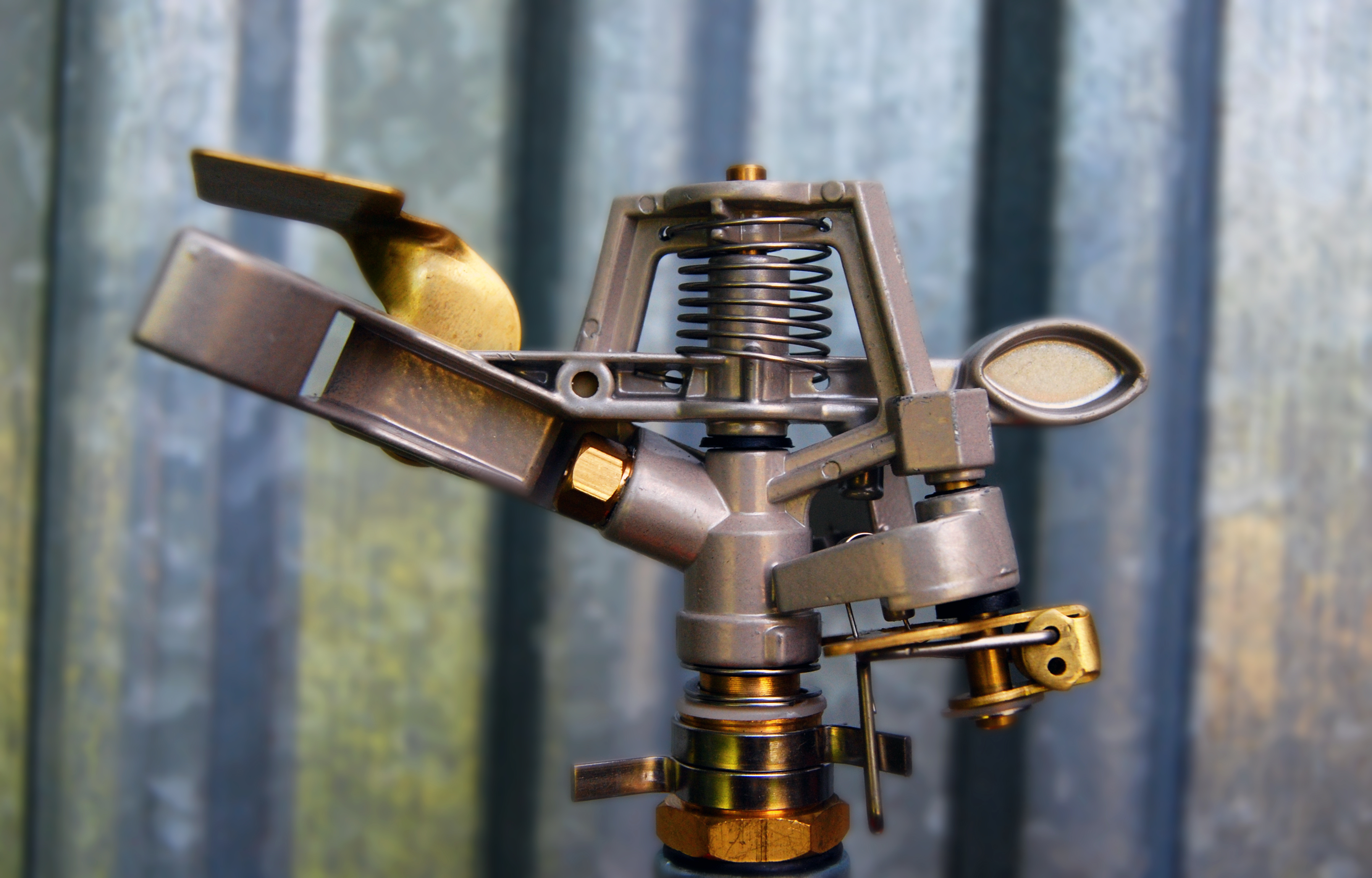
Zraszacz sektorowy (specjalnego przeznaczenia).

Zraszacz podczas pracy

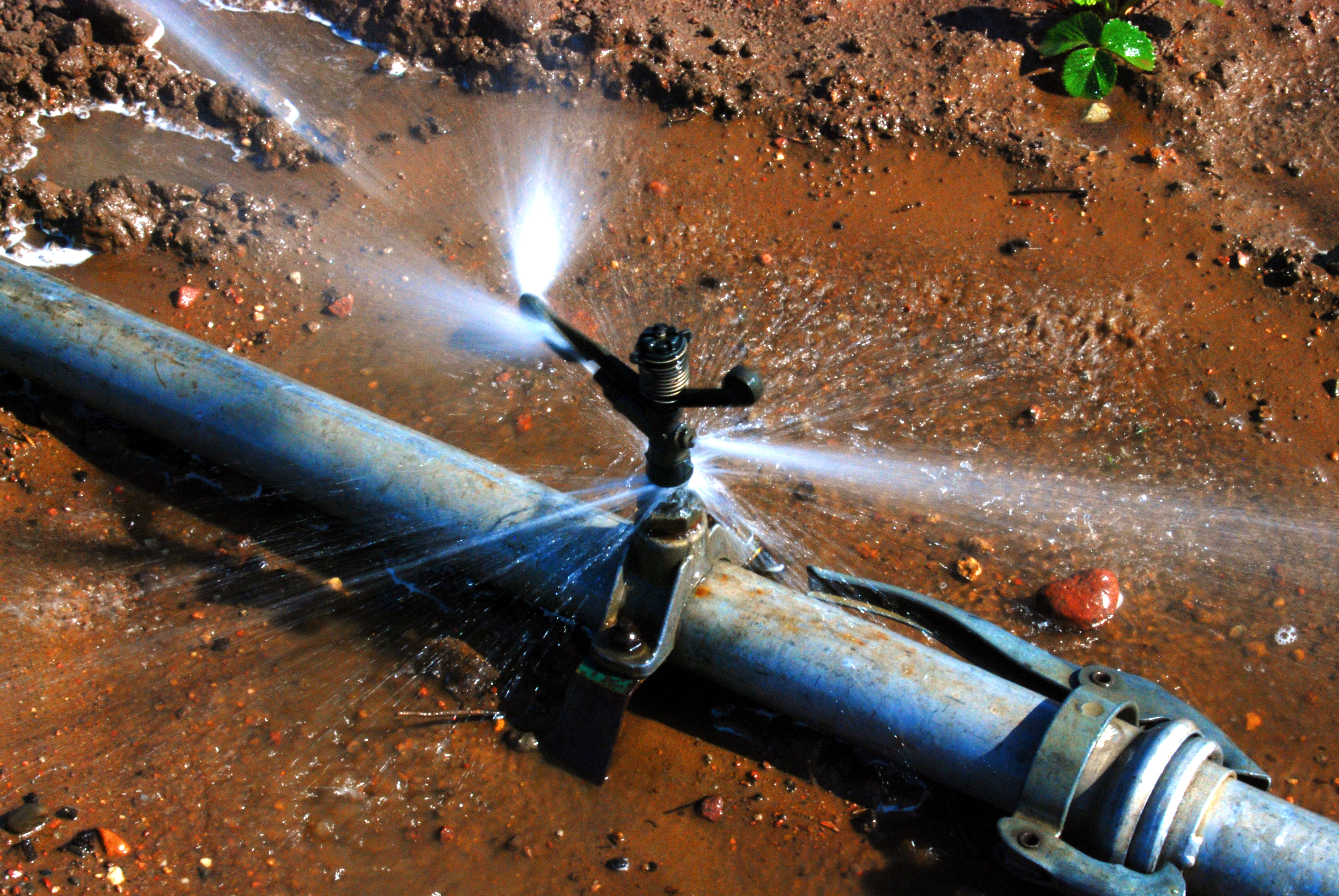
Zraszacz podczas pracy

Zraszacz – urządzenie służące do rozpylania cieczy
Istnieją różne rodzaje zraszaczy zależnie od zastosowań (nawadnianie, przeciwpożarowe, przeciwprzymrozkowe, zamgławiające).
W celu nawodnienia terenów zielonych stosuje się linie kroplujące, deszczownie oraz zraszacze:
- mikrozraszacze
- rotacyjne
- statyczne
- młoteczkowe oraz ich kombinacje

Podział zraszaczy:
1. Nasadkowe:
  - grzybkowe
  - snopowe
2. Rurowe:
  - oscylujące
  - rurociągi perforowane o strugach rozproszonych
3. Obrotowe:
  - wirujące
  - pulsacyjne
  - wolnoobrotowe
4. Ozdobne i do specjalnego przeznaczenia.

Parametry techniczne:
- Średnica dysz zraszaczy
- Natężenie wypływu zdysz (wydatek zraszaczy)
- Promień zasięgu działania zraszaczy
- Ciśnienie robocze w zraszaczach

Parametry technologiczne:
- Rozkład opadu w zasięgu zraszaczy
- Nominalna intensywność zraszania w zależności od układu stanowisk zraszaczy
- Intensywność rzeczywista (chwilowa)
- Rzeczywista (chwilowa) warstwa sztucznego opadu
- Równomierność zraszania powierzchni pola
- Straty wody przy deszczowaniu i współczynnik technicznej efektywności deszczowania.